# Сулейманов, Гата Зулькафилович
Гата Зулькафилович Сулейманов (баш. Ғата Зөлҡәфир улы Сөләймәнов, 28 июня 1912, д.Туркменово, Верхнеуральский уезд, Оренбургская губерния, Российская империя (Ныне Баймакский район, Башкортостан) — 25 июня 1989, Уфа, Башкирская АССР, РСФСР, СССР) — советский башкирский актёр, певец, кураист, собиратель фольклора и педагог. Народный и заслуженный артист Башкирской АССР, заслуженный работник культуры РСФСР.

## Биография
Учился в Башкирском отделении Московской консерватории имени П. И. Чайковского. С 15 лет в коллективе Башкирского академического театра драмы. Работал в драматических труппах республики, Башкирском театре оперы и балета, Башкирском государственном академическом драмтеатре, Уфимском училище искусств. В академическом театре им было создано около 90 образов. Во время Великой Отечественной войны в 1943-м  в составе башкирской фронтовой бригады выезжал с концертами на передовую. Участник Первого (1947) и Четвёртого (1953) Всемирного фестиваля молодёжи и студентов.

## Творчество
Автор книги «Курай», ставшей новой ступенью в эволюции башкирского музыкального инструмента, став первой научной работой по кураю, основоположником теории и методики игры на народном инструменте. Книга получила высокую оценку и за пределами Башкирии. Сулейманов написал и другие учебные пособия по кураю. Как фольклорист собрал и записал 250 древних песен и легенд, 150 из них обработал для курая.

## Награды
- Орден «Знак Почёта» (1955).
- Лауреат премии имени Салавата Юлаева (1971) «за исполнительское мастерство и активную пропаганду национального музыкального инструмента курая среди трудящихся».
- Народный артист Башкирской АССР.
- Заслуженный артист Башкирской АССР.
- Заслуженный работник культуры РСФСР.

## Память
1 августа 1997 года в Уфе, по улице Октябрьской революции, дом 9 открыли мемориальную доску из мрамора: барельеф с ниженаходящейся надписью: «В этом доме жил основоположник профессиональной школы курая, народный артист Башкортостана, заслуженный работник культуры России, лауреат республиканской премии имени Салавата Юлаева Гата Зулькафилович Сулейманов».
В 1995 году по приказу Министерства культуры Республики Башкортостан имя Гаты Сулейманова было присвоено музею в с. Туркменево, а в 1997 году — Баймакской школе искусств.